# 下阪本村
下阪本村（しもさかもとむら）は、滋賀県滋賀郡にあった村。現在の大津市中心部の北方、琵琶湖の沿岸、湖西線の唐崎駅から比叡山坂本駅の東側にかけての地域にあたる。

## 地理
- 湖沼：琵琶湖
- 河川：足洗川

## 歴史
- 1889年（明治22年）4月1日 - 町村制の施行により、下坂本村・比叡辻村の区域をもって発足。
- 1951年（昭和26年）4月1日 - 大津市に編入。同日下阪本村廃止。

## 交通

### 鉄道路線
- 江若鉄道
  - 江若鉄道線
    - 叡山駅

現在は旧村域に湖西線の唐崎駅が所在。なお、上記と同名の叡山駅（現・比叡山坂本駅）は旧・坂本村に所在。

### 道路
- 国道161号